# Alejandro Meloño
Alejandro Gabriel Meloño Botta (Montevideo, 27 de abril de 1977) es un futbolista uruguayo que juega y reside en Argentina. Es un defensa central izquierdo y su último club fue el Sportivo Italiano de la Primera "B" Metropolitana argentina. Actualmente se encuentra retirado

## Carrera
Comenzó su carrera en 1997 jugando para el Club Atlético Rentistas de Uruguay. En 1998 se trasladó a la Argentina, en donde jugó para San Lorenzo, Nueva Chicago y Almagro. En 2000 se trasladó a Europa por primera vez y jugó para el Real Murcia en España antes de volver a la Argentina un año más tarde, en 2001 para jugar nuevamente en Almagro. En 2004 se unió a Rosario Central y en 2005 se trasladó a Chacarita Juniors. Volvió a Europa más tarde en 2005 en donde se unió al Yeovil Town Football Club en un corto contrato de duración antes de fichar por el Sociedad Deportivo Quito de Ecuador. Pasó el 2006 en el club menor argentino La Plata FC y la primavera de 2007 en Ben Hur de Rafaela antes de volver a Almagro para un tercer período. En 2009 se fue a CAI, donde juega hasta el año siguiente. En 2010, Alejandro es transferido a Boca Unidos. Rescindió su contrato con el club en 2011, cuando directamente en ese año jugó para Comunicaciones. En 2012  fue transferido al Sportivo Italiano. Actualmente no tiene equipo tras rescindir el contrato con el equipo azzurro.
Meloño también ha jugado para las selecciones menores Sub-20 y Sub-23 de Uruguay, incluyendo el Mundial sub-20 de Malasia 1997 donde se consagró subcampeón mundial.

## Clubes
| Club              | País       | Año       |
| ----------------- | ---------- | --------- |
| Rentistas         | Uruguay    | 1997      |
| San Lorenzo       | Argentina  | 1998      |
| Nueva Chicago     | Argentina  | 1998-1999 |
| Almagro           | Argentina  | 1999-2000 |
| Real Murcia       | España     | 2000-2001 |
| Almagro           | Argentina  | 2001-2004 |
| Rosario Central   | Argentina  | 2004      |
| Chacarita Juniors | Argentina  | 2005      |
| Yeovil Town       | Inglaterra | 2005      |
| Deportivo Quito   | Ecuador    | 2006      |
| La Plata FC       | Argentina  | 2006      |
| Ben Hur           | Argentina  | 2007      |
| Almagro           | Argentina  | 2007-2009 |
| CAI               | Argentina  | 2009-2010 |
| Boca Unidos       | Argentina  | 2010-2011 |
| Comunicaciones    | Argentina  | 2011      |
| Sportivo Italiano | Argentina  | 2012      |